# 陈心昭
陈心昭（1939年1月—），浙江余姚人，中国机械学家，曾任合肥工业大学校长。

## 生平
1939年1月出生于浙江余姚。1955年9月-1960年12月，就读于清华大学精密仪器及机械系。1960年12月-1965年5月，在清华大学精密仪器及机械系机械制造专业攻读研究生。清华大学毕业后，任合肥工业大学机械系助教。1979年1月，任合肥工业大学机械系讲师。1980年6月-1983年1月，以访问学者身份赴德国斯图加特大学进修访问。1982年12月，获德国斯图加特大学工学博士学位。1986年2月，加入九三学社。1986年5月，任九三学社安徽省副主委。同年，升任合肥工业大学机械系教授。1991年6月始，先后担任合肥工业大学副校长、教授、博士生导师，九三学社安徽省副主委。1996年7月，始任合肥工业大学校长，并担任九三学社安徽省主委。1998年1月，任九三学社中央常委，第八届安徽省政协副主席，九三学社安徽省主委。。1998年3月，第九届全国人大第一次会议上，他当选全国人民代表大会常务委员会委员。